# Der Maulwurf: Undercover in Nordkorea
Der Maulwurf: Undercover in Nordkorea ist ein dänischer Dokumentarfilm, der erstmals am 11. Oktober 2020 in Skandinavien und am 6. April 2021 im deutschen Sprachraum ausgestrahlt wurde.

## Hintergrund
In der Dokumentation ist zu sehen, wie der Däne Ulrich Larsen im Laufe von 3.785 Tagen, mehr als 10 Jahre, undercover lebt, schrittweise die dänische und internationale Korean Friendship Association (KFA) infiltriert und dabei die Verstrickungen Nordkoreas in den internationalen Waffen- und Drogenhandel, unter Umgehung der seit 2006 erstmals ausgesprochene Sanktionen der Vereinten Nationen (VN), offenlegt, worüber bis dahin wenig bekannt war, wie z. B. über die Preisgestaltung der Waffengeschäfte.
Der im Film beschriebene Plan zum Bau einer unterirdischen Waffen- und Drogenfabrik in Uganda ist dabei keine neue Idee. Bereits in Namibia wurde eine Waffenfabrik in einer stillgelegten Kupfermine im Leopard Valley gebaut, während der offizielle Anlass der Reise, die Tarnung, der Bau von Statuen und Denkmäler war. Die Aktivitäten der Korea Mining Development Trading Corporation, kurz KOMID, zwischen 2015 und 2018 in Namibia wurden vom Panel of Experts der VN untersucht. Durch den erhöhten Druck der VN auf Namibia ist wohl auch zu erklären, wieso die im Film genannte Waffen- und Drogenfabrik nicht in Namibia, wie zuerst geplant, sondern in Uganda errichtet werden sollte. „Um das Jahr 2018 war Uganda einer der wenigen afrikanischen Staaten, in die nordkoreanische Waffenvermittler noch nach Belieben einreisen konnten“, so der ehemalige UN-Offizielle Hugh Griffiths. Die VN erhöhte, aufgrund der Ermittlungen wegen KOMIDs Tätigkeiten in Uganda, ab 2017 den Druck auf Uganda, wo auch der Film zu selben Zeit spielte.
Der Regisseur des Films ist der dänische Investigativjournalist Mads Brügger, der sich bereits mit dem komödiantischen Dokumentarfilm Die rote Kapelle aus dem Jahr 2009 mit dem nordkoreanischen Regime beschäftige und dafür mit einem Einreiseverbot belegt wurde.

## Handlung

### Teil 1: Freunde von Kim Jong Un
„Aus westlicher Sicht hat der Film [sein Film Die rote Kapelle von 2009] durchaus enthüllende Momente, aber er bringt keine Beweise, dass Nordkorea ein böses und kriminelles Gebilde ist. Seither versuche ich das zu belegen, doch mir sind die Hände wegen der Einreisesperre gebunden.“

Der dänische Familienvater Ulrich Larsen, im Film „Der Maulwurf“ genannt, ist ein gelernter Koch, der durch eine chronische Erkrankung (schwere Diabetes oder chronische Erkrankung der Bauchspeicheldrüse) berufsunfähig ist und von Sozialhilfe lebt. Er sieht den Film Die rote Kapelle von Mads Brügger aus dem Jahr 2009, recherchiert im Internet und entwickelt eine Faszination für dieses sonderbare Nordkorea. Er schreibt Brügger, der wegen des genannten Filmes ein Einreiseverbot hat, und bietet ihm an, seine Arbeit weiterzuführen, und „das wahre, böse Gesicht Nordkoreas“ offenzulegen. Brügger ist skeptisch, findet Larsens Idee, eine Gruppe von Freunden Nordkoreas in Dänemark zu unterwandern, nicht spannend genug und sieht die Erfolgsmöglichkeit dieses unscheinbaren Koches für ein solches Unterfangen als sehr gering an. Er solle ihn aber auf dem Laufenden halten, falls er auf brisante Dinge stoße – er zahlt ihm kein Honorar. Larsen macht sich auf und kontaktiert im Jahr 2011 den dänischen Ableger der Korean Friendship Association (KFA), wird Mitglied, gewinnt Vertrauen, kommt in den Vorstand und wird zweiter Mann in der Hierarchie der KFA in Dänemark. Bei seiner ersten Reise mit der KFA nach Nordkorea im Jahr 2012 lernt er auch den Präsidenten kennen, den Spanier Alejandro Cao de Benós, der Gründer der KFA und einer der bekanntesten Verteidiger des nordkoreanischen Regimes im Ausland ist. Wer Geschäfte mit Nordkorea machen will, kommt an ihm nicht vorbei, heißt es.
Cao de Benós ist unzufrieden mit der bisherigen Entwicklung der KFA in Dänemark und weist Larsen an, einen neuen Ableger der KFA in Dänemark zu gründen, zwei Jahre später macht er ihn zum KFA-Vertreter Skandinaviens (Dänemark, Finnland, Norwegen, Schweden). Am 5. August 2013 informiert er Larsen über Investitionsmöglichkeiten für drei Projekte mit einem Investmentvolumen von 50.000 bis zu einer Million Euro in Nordkorea, wofür er und der KFA Akquise betreiben soll; Hintergrund ist der Devisenmangel aufgrund der strengen VN-Sanktionen. Hierfür erfinden Brüggers und Larsen die Person Mr. James, der im realen Leben Jim Latrache-Qvortrup heißt, ein ehemaliger Soldat der französischen Fremdenlegion (Eintritt mit 19 Jahren), überführter Drogenhändler/-beschaffer der sogenannten „Reichen und Schönen“ von Kopenhagen (achtjährige Gefängnisstrafe) und heutiger Geschäftsmann, und sich als skrupelloser skandinavischer Ölmilliardär ausgeben soll, der für eine Investmentgesellschaft arbeitet, die in Öl, Gas, Waffen, Metall und pharmazeutische Produkte investiert. „Das minimale Investment ist 50 Millionen Euro“, kündigt Mr. James beim ersten persönlichen Treffen im Jahr 2016 mit Cao de Benós in Oslo an, „sonst lohnt sich der Gewinn nicht“.

„Ich habe Kontakte hinauf bis zu Marschall Kim Jong-un, wenn nötig erstatte ich unserem obersten Führer direkt Bericht. […] Ich verschaffe Ihnen direkte Kontakte zu unseren Staatsunternehmen und allen Ämtern oder Ministerien des Landes, überhaupt kein Problem, Sie bekommen von mir jederzeit Visa, dank mir sind Sie jetzt in direktem Kontakt mit dem Land.“

Tarngeschichte für die Bekanntschaft eines einfachen Kochs und eines Milliardärs ist, dass Larsen für eine Gruppe gekocht habe, an der auch Mr. James teilnahm und Larsen anfragte, ob er nicht auch für ihn, der viele Privatpartys gebe, kochen möchte. Wegen des Verdachts auf Waffenhandel wird Cao de Benós am 14. Juni 2016 in Spanien verhaftet und darf das Land nicht mehr verlassen, was Larsens Position in der KFA weiter bestärkt, z. B. leitet er das Jahrestreffen der KFA 2016 in Dublin. Zur Vorbereitung auf eine gemeinsame Reise mit Mr. James nach Nordkorea im kommenden Jahr, wird Larsen auf Veranlassung von Brügger in Washington, D.C. von einem ehemaligen CIA-Agenten vorbereitet. In Pjöngjang unterschreibt Mr. James einen Vertrag über den Bau einer unterirdischen Betriebsanlage in einem Drittland, um Militärgüter und Medikamente (Metamphetamin) zu produzieren, wofür Nordkorea bzw. eine Scheinfirma namens Narae Trading Corporation das technische Personal stellen soll. Ihm wird ein gedruckter und in Englisch übersetzter Vertrag mitgegeben, was einen großen Erfolg darstellt, weil über die Vermittlung von nordkoreanischen Waffen durch ausländische Händler nur wenig bekannt ist.
Mit versteckter und offener Kamera – seit seiner Anfangszeit in der dänischen KFA filmt Larsen bzw. lässt Larsen durch Dritte filmen, um angeblich seine Arbeit im Vorstand für die Sozialen Netze zu dokumentieren und Propagandavideos zu erstellen – sowie mit versteckten Mikrofonen werden geheime Treffen und Vertragsunterzeichnungen aufgezeichnet. „Er ist so gut etabliert, dass sie [die Nordkoreaner] dachten, er filmt für Propagandavideos“, erzählt Mr. James der erstaunten früheren Mitarbeiterin des britischen Nachrichtendienstes Security Service (MI5), Annie Machon, die dafür bekannt ist, Agenten nach deren Einsätzen kritisch zu befragen; Sie fungiert in Einzelgesprächen als Interviewerin von Brügger, Larsen und Mr. James.

### Teil 2: Dunkle Waffengeschäfte
2017 reisen Mr. James und Larsen nach Uganda, treffen dort nordkoreanische Vertreter und finden als Standort für die unterirdische Waffenfabrik eine von tausend Menschen bewohnte Insel im Victoriasee. Als Tarnung sollen ein Krankenhaus und Schulen gebaut werden, in maximal vier Monaten, so der bestellte Makler für private Inseln, könne er die Insel räumen lassen, was im Preis vom 5 Millionen Euro enthalten sei, versichert er. Es soll dann schließlich ein Hotelresort gebaut werden, mit Landebahn, damit die produzierten Güter schnell von der Insel transportiert werden können; außerdem falle eine Landebahn für ein Hotelresort nicht weiter auf, heißt es. Ugandische Regierungsvertreter erteilen der Investition grünes Licht und versichern, dass auch die Zollbehörde ihre Insel schütze. Der Tarnname des Projekts lautet Tourism Project.

„Klar, das hatten die [Nordkoreaner] ja schon gesagt: ‚Wir haben die Ingenieure, wir haben das Knowhow.‘ Es ging nie darum, dass ich die Vorschläge mache, wie etwas umgesetzt wird, weil ich bin ja der Investor, ich investiere, weil ich die Idee gut finde, aber die Pläne für die Umsetzung kamen von ihnen.“

In Uganda wird Mr. James außerdem nach der Möglichkeit für den Transport von Rüstungsgütern nach Syrien, in die Hände von Baschar al-Assad, gefragt, was ein neues Licht auf die Verstrickungen Nordkoreas, unter Umgehung der Sanktionen der Vereinten Nationen, wirft. Für weitere Gespräche diesbezüglich reist Mr. James später alleine zu einem Treffen mit weiteren nordkoreanischen Mittelsmännern nach Peking.
Ein weiterer Verstoß gegen die Sanktionen stellt das 2018, vom weiterhin in Spanien unter Ausreiseverbot stehenden Alejandro Cao de Benós, dar, der Mr. James in ein Dreiecksgeschäft einbeziehen möchte, bei dem Mr. James den jordanischen Pharma-Industriellen Hisham Al-Dasouqi für Öllieferungen per Schiff nach Nordkorea bezahlt, wofür Mr. James eine entsprechende Gutschrift beim oben beschriebenen Tourism Project in Uganda bekommt. Für weitere Gespräche und ein persönliches Gespräch fliegen Larsen und Mr. James im selben Jahr ins jordanische Amman – es wird ein Vertrag über 3,2 Millionen US-Dollar abgeschlossen. Al-Dasouqi erklärt, dass Russland heimlich Ölverträge mit Nordkorea abgeschlossen habe und er sich um deren Durchführung kümmere. Dazu werden seine Schiffe an verschiedenen Zwischenstopps (u. a. in Dubai und auf Hoher See) umgeladen oder Dokumente und Namen geändert, um unerkannt nach Nordkorea liefern zu können. Larsen holt noch im selben Jahr bei der nordkoreanischen Botschaft in Stockholm Bauzeichnungen für Uganda ab, was ebenfalls ein Verstoß gegen VN-Sanktionen durch einen nordkoreanischen Offiziellen darstellt.
Bei einem weiteren Treffen mit nordkoreanischen Mittelsmännern im kambodschanischen Phnom Penh im Jahr 2019, bei dem sie Mr. James eine neue Bestellliste für Waffen präsentieren, informieren sie ihn über „fehlende Kunden für militärische Ausrüstung“ (der Islamische Staat in Syrien wurde mittlerweile besiegt) und bieten ihm an, als Mittelsmann für nordkoreanische Waffenlieferungen an seinen eigenen Kunden zu dienen. Nach diesem Treffen taucht Mr. James unter. Larsen ist vorerst weiter Teil der KFA und trifft sich nochmal mit Cao de Benós.
Im Jahr 2020 offenbart sich Larsen, im Beisein Brüggers, seiner Frau und gibt damit sein Doppelleben der letzten 10 Jahren, von dem seine Frau nichts wusste, auf. Sie reagiert schockiert, wirft ihm Idiotie vor, weil er es ihr geheim hielt. Bei seinem letzten Gespräch mit Cao de Benós per Videochat, offenbart er sich auch ihm und holt dann Brügger vor die Kamera, dem Cao de Benós einst eine Reise nach Nordkorea über die KFA organisierte und dessen Tourguide während einer Drehreise war – er beendet kurz darauf das Gespräch.

## Nach der Enttarnung
Mr. James lehnte die von Brüggers angebotenen Schutz- und Sicherheitsmaßnahmen ab und änderte in seinem Leben nichts, außer „dass er seinen nächsten Urlaub nicht in Nordkorea machen sollte“. Larsen und Familie bekamen ein Nachsorgeprogramm mit Personenschutz, hat einige seiner täglichen Wege geändert und besuchte mit seiner Familie nicht mehr dieselben Orte wie früher. Er ist seitdem ein internationaler Keynote-Speaker, der seine Geschichten aus seiner jahrelangen Undercover-Tätigkeit erzählt.

„Ich möchte auf sie beide und ihre Erfolge anstoßen. Das ist die beeindruckendste private Geheimoperation, von der ich je gehört habe.“

## Produktion
Der Dokumentarfilm wurde durch Piraya Film und Wingman Media für Danmarks Radio und British Broadcasting Corporation produziert. Danmarks Radio (DR), Norsk rikskringkasting (NRK), Sveriges Television (SVT) und British Broadcasting Corporation (BBC) waren Koproduzenten. Die Produktionskosten werden auf 1.991.181 Euro geschätzt. In Deutschland wurde er am 6. April 2021 von ZDFinfo unter den Episodentiteln Freunde von Kim Jong Un (Teil 1) und Dunkle Waffengeschäfte (Teil 2) veröffentlicht. Auch in Spanien und dem Vereinigten Königreich (BBC) wurde er als Zweiteiler gezeigt. In Dänemark wurde Muldvarpen – Undercover i Nordkorea als Dreiteiler gezeigt: Teil 1: Metamfetamin og krydsermissiler (Metamphetamin und Marschflugkörper) (47 min.), Teil 2: Den underjordiske våbenfabrik (Die unterirdische Waffenfabrik) (54 min.), Teil 3: Københavneraftalen (Kopenhagener Abkommen) (35 min.); die Premiere auf DR1 und DRTV (online/Streaming) hatte insgesamt 413.000 Aufrufe.

## Kritik

### Deutschsprachig
„Dass all die Dinge, die man im Film sieht, wirklich geschehen sind, bestritten auch die Skeptiker nicht. Ihr Einwand ist ein anderer: Vielleicht, sagen sie, hätten ja auch die Nordkoreaner nie vorgehabt, wirklich Waffen zu liefern, und wollten ihrerseits einfach nur die vermeintlichen Investoren abzocken. Vielleicht. Vielleicht auch nicht. […] Als Spielfilm wär’s der aberwitzigste Plot des Jahres. Als Dokumentation des mehrfach preisgekrönten Regisseurs Mads Brügger ist es eine atemberaubende Achterbahnfahrt, bei man [sic] den Mund vor Staunen gar nicht mehr zuklappen möchte.“

„Diese Geschichte ist so stark, ihre Umsetzung so konsequent wagemutig, dass einfach nichts hinzuerfunden werden muss.“

### Englischsprachig
“The film is funny, grotesque and at times barely credible.”

„Der Film ist witzig, grotesk und manchmal kaum zu glauben.“

“Danish film-maker Mads Brügger’s latest documentary is an absurdly brave look at Kim Jong-un’s regime that has all the intrigue of a spy thriller. […] Kind of Homeland meets The Night Manager meets Breaking Bad if you want TV comparisons, though – incredibly – this one is documentary. There’s even a Dame Judi Dench M character, a former M15 officer debriefing Larsen and Latrach-Qvortrup in a country house. And the above isn’t even the half of it, two hours of documentary into a couple of paragraphs doesn’t easily go, you need to see it, and you really should. It’s an extraordinary project, absurdly brave, much of it filmed on hidden cameras, with moments of proper tension.”

„Der neueste Dokumentarfilm des dänischen Filmemachers Mads Brügger ist ein absurd mutiger Blick auf das Regime von Kim Jong-un, der alle Intrigen eines Spionagethrillers enthält. […] Er vereint Homeland, The Night Manager und Breaking Bad, wenn Sie TV-Vergleiche wollen, und dennoch – eigentlich unglaublich – ist das eine Dokumentation. Es gibt sogar eine Judi Dench ähnliche „M“-Figur, eine ehemalige M15 [FALSCH für MI5]-Offizierin, die Larsen und Latrach-Qvortrup in einem Landhaus eingehend befragt. Und all das beschreibt nicht einmal die Hälfte, eine zweistündige Dokumentation in ein paar Absätzen zu packen ist nicht ganz einfach, Sie müssen es sich anschauen, wirklich. Es ist ein außerordentliches Projekt, irre mutig, vieles davon mit versteckten Kameras gefilmt, mit richtig spannenden Momenten.
 “

## Reaktionen
Die Außenminister Schwedens und Dänemarks, Ann Linde und Jeppe Kofoed, gaben am 12. Oktober 2020 in einer gemeinsamen Erklärung bekannt, das für Nordkorea zuständige Sanktionskomitee der Vereinten Nationen auf die Dokumentation aufmerksam zu machen und diese zugleich in der Europäischen Union thematisieren zu wollen.
Der Botschafter Nordkoreas in Schweden wurde mit einer vollständigen Abschrift der Szenen, an denen nordkoreanische Staatsangehörige beteiligt waren, konfrontiert, wies die aus der Dokumentation hervorgehenden Anschuldigungen gegen sein Land zurück und bezeichnete diese als frei erfunden. Die Botschaft von Nordkorea gab keinen Kommentar zu den Vorwürfen ab. „Alle nordkoreanischen Staatsangehörigen im Film stehen unter der Kontrolle der Demokratischen Volksrepublik Korea (Nordkorea). Sie machen ihren Job und was sie machen, ist in Nordkorea nicht illegal“, heißt es im Abspann.
Cao de Benós lehnte ein gefilmtes Interview zur Stellungnahme ab und bezeichnete den Film als „voreingenommen, inszeniert und manipuliert“. Er behauptete, bei Mr. James’ Plan ohne jegliche Ernsthaftigkeit mitgespielt zu haben.
Mitarbeiter der Vereinten Nationen werteten das Filmmaterial aus. Der ehemalige VN-Offizielle Hugh Griffiths, der von 2014 und 2019 Teil des UN Panel of Experts zu Nordkorea war, bescheinigte dem Film „äußerst glaubwürdig“ (highly credible) zu sein und konstatierte, dass die verzweifelten Versuche der Nordkoreaner, ihre Waffen an eine ihnen unbekannte Person zu verkaufen, zeige, dass die VN-Sanktionen funktionieren. Aufgrund des nordkoreanischen Kernwaffenprogramm steht das Land seit 2006 unter Sanktionen der VN, die seit 2010 jährlich einen Bericht über Entwicklung und Tests von einem Panel of Experts veröffentlicht. Die im Film gezeigten Enthüllungen von verschiedenen nordkoreanischen Offiziellen und wie diese planen, die VN-Sanktionen zu umgehen, waren bis dahin beispiellos. Der in Pjöngjang zwischen Mr. James und der Firma Narea Trading Organisation unterzeichnete Vertrag (siehe Abschnitt Handlung) trägt die Unterschrift des Präsidenten der Organisation Kim Ryong-chol. Dieser Organisation wurde im VN-Bericht vom 28. August 2020 vorgeworfen, „an Aktivitäten zur Umgehung von Sanktionen beteiligt zu sein, um Einnahmen zu erzielen, die die verbotenen Aktivitäten der Demokratischen Volksrepublik Korea unterstützen“, „den Erwerb von Ausrüstungen und Technologien in verschiedenen Sektoren, wie Bergbau und Kohlenwasserstoffe, im Austausch für technisches Personal oder Feldarbeiter (Landarbeiter) sowie die Ausfuhr von nordkoreanischen Lebensmitteln, seltenen Erden und anderen Produkte“ sowie dass die Organisation in mindestens einem Fall Finanzkonten nutzte, die mit dem Präsidenten der Korea Friendship Association, Alejandro Cao de Banós, in Verbindung stehen.

“This film is the most severe embarrassment to Chairman Kim Jong-un that we have ever seen. Just because it appears amateurish does not mean the intent to sell and gain foreign currency revenue is not there. Elements of the film really do correspond with what we already know.”

„Dieser Film ist die schlimmste Blamage für den Vorsitzenden Kim Jong-un, die wir bisher gesehen haben. Nur weil der Film amateurhaft rüberkommt, bedeutet das nicht, dass der Vorsatz, über Verkäufe an Deviseneinnahmen zu kommen, nicht existiere. Teile des Films stimmen mit unseren Informationen durchaus überein.“

### Mediathek
- ZDF-Mediathek: Teil 1, Teil 2 (verfügbar bis 31. März 2027[32], mit Untertiteln)